# Реймонд, Питер
Питер «Пит» Харлоу Реймонд (англ. Peter "Pete" Harlow Raymond; род. 21 января 1947, Принстон, Нью-Джерси) — американский гребец, выступавший за сборную США по академической гребле в конце 1960-х — начале 1970-х годов. Серебряный призёр летних Олимпийских игр в Мюнхене, победитель и призёр регат национального значения. Также известен как тренер по гребле.

## Биография
Питер Реймонд родился 21 января 1947 года в городе Принстон, штат Нью-Джерси.
Начал заниматься академической греблей во время учёбы в школе South Kent School, затем поступил в Принстонский университет, где тоже состоял в местной гребной команде, неоднократно принимал участие в различных студенческих регатах. Окончив университет в 1968 году, позже проходил подготовку в лодочном клубе «Юнион» в Бостоне.
Впервые заявил о себе в гребле на международном уровне в сезоне 1968 года, когда вошёл в основной состав американской национальной сборной и благодаря череде удачных выступлений удостоился права защищать честь страны на летних Олимпийских играх 1968 года в Мехико — стартовал здесь в зачёте распашных безрульных четвёрок и финишировал в главном финале пятым.
В 1971 году в восьмёрках выступал на чемпионате Европы в Копенгагене, сумел квалифицироваться лишь в утешительный финал B и расположился в итоговом протоколе соревнований на 12 строке.
Находясь в числе лидеров гребной команды США, благополучно прошёл отбор на Олимпийские игры 1972 года в Мюнхене — на сей раз в составе экипажа-восьмёрки в главном финале пришёл к финишу вторым, пропустив вперёд только команду из Новой Зеландии, и тем самым завоевал серебряную олимпийскую медаль. Вскоре по окончании этих соревнований принял решение завершить спортивную карьеру.
Впоследствии проявил себя как тренер по гребле, работал тренером в школе недалеко от Бостона, занимался подготовкой отдельных гребных экипажей Гарвардского университета. В 1974—1985 годах являлся редактором посвящённого гребле журнала The Oarsman. Известен как писатель и учитель английского языка в школе Nobles & Greenough School.